# Rinofoor

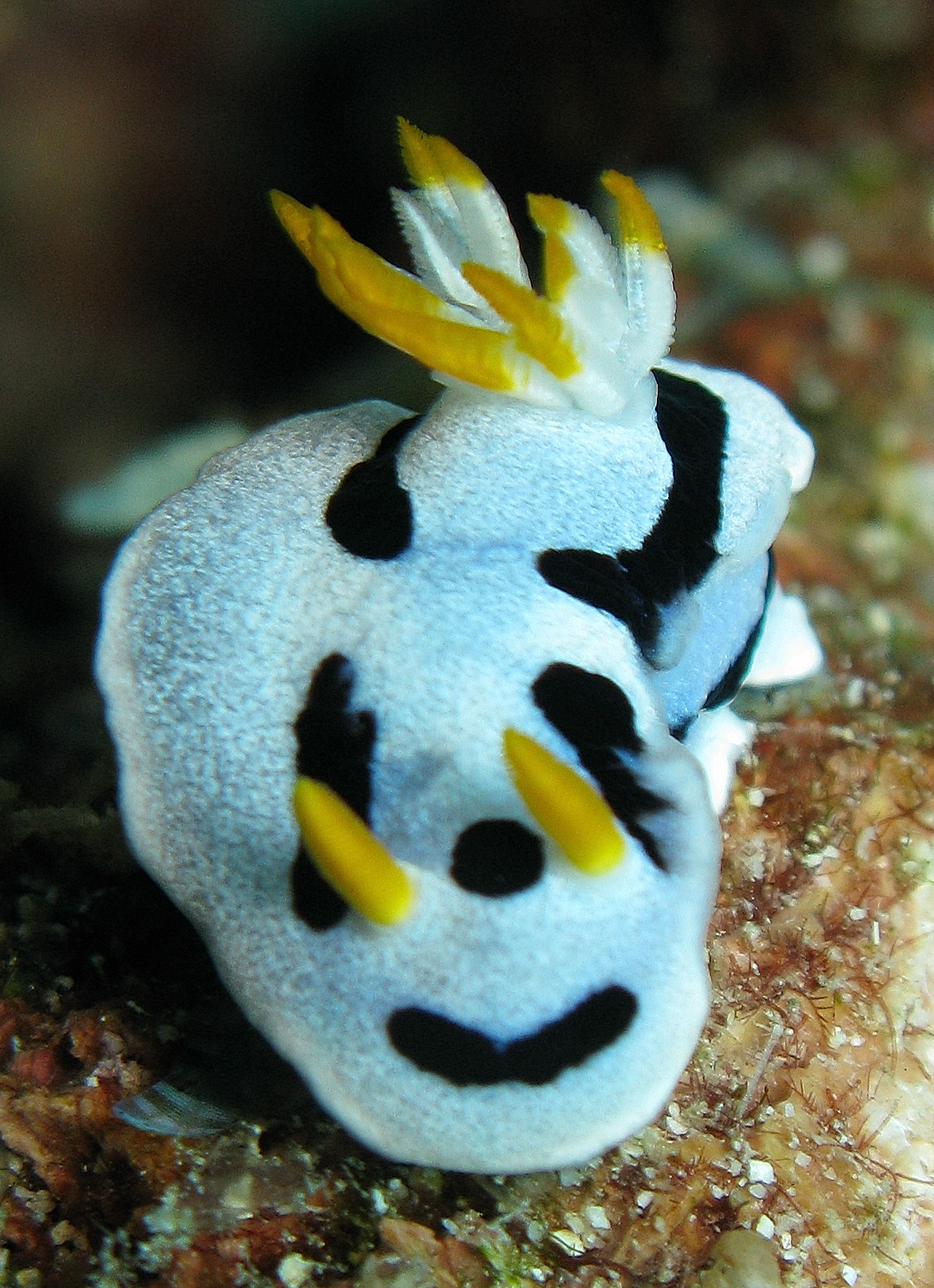
Duidelijk zichtbare gele rinoforen bij Chromodoris dianae. De gewei-achtige kieuwen erachter hebben dezelfde kleur.

Een rinofoor (Oudgrieks: ῥίς (rhis) = neus,  φέρειν (pherein) = dragen) is een puntige toren- tot kegelvormige extremiteit, die voorkomt bij de orde der zeenaaktslakken en dat dienstdoet als reuk- en smaakorgaan. Rinoforen komen meestal per 2 voor en liggen gesitueerd op de kop van de slak. Ze zijn opvallend gekleurd en meestal in dezelfde kleur als het gewei-achtige huidplooien achter aan de slak, de kieuwen.
Door de rinoforen kunnen zeenaaktslakken in het zeewater opgeloste chemische geurstoffen herkennen. De fijne structuur van deze organen en het grote oppervlak ervan zorgen voor een maximale prikkeling.
Om de rinoforen te beschermen tegen het opeten door allerlei roofdieren of andere beschadigingen, kunnen de meeste slakken hun 2 rinoforen in een klein zakje trekken, het rinofoorzakje.